# Liste der Frauen in den Aufsichtsräten der DAX-Unternehmen
Diese Liste der Frauen in den Aufsichtsräten der DAX-Unternehmen zeigt die Anzahl der Aufsichtsratsmitglieder der 40 DAX-Unternehmen mit dem jeweiligen Frauenanteil mit Stand Juni 2024 (siehe auch Frauen in DAX-Vorständen); weil die Rechtsform der Gesellschaft über die Zusammensetzung des Aufsichtsrats entscheiden kann, wird sie hier explizit angegeben:
| Unternehmen                          | Mit- glieder | Frauen | %      |
| ------------------------------------ | ------------ | ------ | ------ |
| Gesamt                               | 632          | 248    | 39,1 % |
| Adidas AG                            | 16           | 4      | 25,0 % |
| Airbus SE                            | 12           | 4      | 33,3 % |
| Allianz SE                           | 12           | 5      | 41,7 % |
| BASF SE                              | 12           | 4      | 33,3 % |
| Bayer AG                             | 20           | 10     | 50,0 % |
| Beiersdorf AG                        | 12           | 7      | 58,3 % |
| BMW AG                               | 20           | 6      | 30,0 % |
| Brenntag SE                          | 6            | 2      | 33,3 % |
| Commerzbank AG                       | 20           | 9      | 45,0 % |
| Continental AG                       | 20           | 6      | 30,0 % |
| Covestro AG                          | 12           | 5      | 41,7 % |
| Daimler Truck AG                     | 20           | 6      | 30,0 % |
| Deutsche Bank AG                     | 20           | 7      | 35,0 % |
| Deutsche Börse AG                    | 16           | 7      | 43,8 % |
| Deutsche Post AG                     | 20           | 8      | 40,0 % |
| Deutsche Telekom AG                  | 20           | 9      | 45,0 % |
| E.ON SE                              | 20           | 6      | 30,0 % |
| Fresenius SE & Co. KGaA              | 12           | 4      | 33,3 % |
| Hannover Rück                        | 9            | 4      | 44,4 % |
| Heidelberg Materials AG              | 12           | 5      | 41,7 % |
| Henkel AG & Co. KGaA                 | 16           | 7      | 43,8 % |
| Infineon AG                          | 20           | 7      | 35,0 % |
| Mercedes-Benz Group AG               | 20           | 7      | 35,0 % |
| Merck KGaA                           | 16           | 7      | 43,8 % |
| MTU Aero Engines AG                  | 12           | 5      | 41,7 % |
| Münchener Rück AG                    | 20           | 9      | 45,0 % |
| Porsche AG                           | 20           | 7      | 35,0 % |
| Porsche Automobil Holding Porsche SE | 10           | 2      | 20,0 % |
| Qiagen N.V.                          | 10           | 4      | 40,0 % |
| Rheinmetall                          | 16           | 5      | 31,3 % |
| RWE AG                               | 20           | 7      | 35,0 % |
| SAP SE                               | 18           | 5      | 27,8 % |
| Sartorius AG                         | 12           | 5      | 41,7 % |
| Siemens AG                           | 20           | 9      | 45,0 % |
| Siemens Energy AG                    | 20           | 9      | 45,0 % |
| Siemens Healthineers AG              | 20           | 8      | 40,0 % |
| Symrise AG                           | 12           | 4      | 33,3 % |
| Volkswagen AG                        | 20           | 8      | 40,0 % |
| Vonovia SE                           | 10           | 6      | 60,0 % |
| Zalando SE                           | 9            | 5      | 55,5 % |

## AdidasAG
Der Aufsichtsrat von Adidas besteht aus 16 Mitgliedern, 4 davon sind Frauen (25,0 %):
- Birgit Biermann* (seit 1. September 2022)[2]
- Linda Evenhuis* (seit 2024)
- Jackie Joyner-Kersee (seit 2021)
- Jing Ulrich (seit 9. Mai 2019)

ausgeschieden:
- Petra Auerbacher* (Mai 2019 – 2024)
- Kathrin Menges (Mai 2014 – 2024)
- Beate Rohrig* (Mai 2019 – 2024)

## AirbusSE
Der Aufsichtsrat von Airbus besteht aus 12 Mitgliedern, 4 davon sind Frauen (33,3 %).
- Catherine Guillouard
- Amparo Moraleda
- Claudia Nemat
- Irene Rummelhoff

## Allianz SE
Der Aufsichtsrat von Allianz besteht aus 12 Mitgliedern, 5 davon sind Frauen (41,7 %)
- Sophie Boissard (seit 3. Mai 2017)
- Stephanie Bruce (seit Mai 2024)
- Gabriele Burkhardt-Berg* (seit 9. Mai 2012)
- Rashmy Chatterjee (seit 4. Mai 2022)
- Katharina Wesenick* (seit März 2024)

ausgeschieden:
- Christine Bosse (August 2012 – Mai 2024)
- Martina Grundler* (April 2016 – Mai 2024)
- Ira Gloe-Semler (9. Mai 2012 – 1. April 2016)
- Renate Köcher (29. April 2003 – 3. Mai 2017)

## BASFSE
Der Aufsichtsrat der BASF SE besteht aus 12 Mitgliedern, 4 davon sind Frauen (33,3 %).
- Tatjana Diether (seit 4. Mai 2018)
- Alessandra Genco (seit 29. April 2022)
- Natalia Mühlenfeld (seit 29. April 2022)
- Tamara Weinert (seit April 2024)

ausgeschieden:
- Dame Alison J. Carnwarth (von Mai 2014 bis Mai 2024)

- Renate Köcher (6. Mai 2003 bis 30. Mai 2008)
- Eva Kraut* (2002 bis 2008)
- Anke Schäferkordt (seit 17. Dezember 2010)
- Denise Schellemans* (seit 14. Januar 2008)
- Ellen Schneider* (1998 bis 2001)

## Bayer AG
Der Aufsichtsrat der Bayer AG besteht aus 20 Mitgliedern, 10 davon sind Frauen (50,0 %).
- Heike Hausfeld* (seit April 2017), stellvertretende Vorsitzende
- Ertharin Cousin (seit Oktober 2019)
- Yasmin Fahimi* (seit Oktober 2022)
- Barbara Gansewendt* (seit April 2022)
- Colleen A. Goggins (seit 28. April 2017)
- Kimberly Mathisen (seit September 2022)
- Andrea Sacher* (seit September 2020)
- Claudia Schade* (seit April 2022)
- Lori Schechter (seit April 2024)
- Nancy Simonian (seit April 2024)

ausgeschieden:
- Roswitha Süßelbeck* (Ersatzmitglied für Karl Josef Ellrich von 1. Juli 2010 bis 7. Februar 2012)
- Sue H. Rataj (27. April 2012 – 28. April 2017)
- Petra Kronen* (Juli 2000 – April 2017)
- Sabine Schaab* (Oktober 2017 bis zu ihrem Tod im August 2020)
- Johanna W. (Hanneke) Faber (April 2016 – April 2021)
- Petra Reinbold-Knape* (27. April 2012 – April 2022)
- Fei-Fei Li (April 2021 – August 2022 )
- Simone Bagel-Trah (April 2014 – April 2024)

## Beiersdorf AG
Der Aufsichtsrat der Beiersdorf AG besteht aus 12 Mitgliedern, 7 davon sind Frauen (58,3 %).
- Donya-Florence Amer (seit April 2024)
- Hilde Cambier (seit April 2024)
- Hong Chow (seit 20. April 2017)
- Uta Kemmerich-Keil (seit April 2024)
- Doris Robben (seit April 2024)
- Kirstin Weiland* (seit 17. April 2019)
- Barbara Wentzel (seit April 2024)

ausgeschieden:
- Beatrice Dreyfus (29. Januar 2016 – 20. April 2017; davor bereits vom 19. April 2011 bis 26. April 2012)
- Eva Eberhartinger (30. April 2009 – 17. April 2014)
- Elke Gabriel* (30. April 2009 – 17. April 2014)
- Isabelle Parize (17. April 2014 – 28. Januar 2016)
- Regina Schillings* (17. April 2019 – 1. April 2021)
- Christine Martel (April 2012 – April 2024)
- Manuela Rousseau* (Juni 1999 – Mai 2024)

## BMWAG
Der Aufsichtsrat von BNW besteht aus 20 Mitgliedern, 6 davon sind Frauen (30 %)
- Rachel Empey (seit 2021)
- Susanne Klatten (seit 15. Mai 1997)
- Dominique Mohabeer* (seit 1. Juni 2012)
- Anke Schäferkordt (seit 14. Mai 2020)[9]
- Sibylle Wankel* (seit 2022)
- Johanna Wenckebach* (seit April 2024)

ausgeschieden:
- Verena zu Dohna-Jaeger (von 2019 bis 2021)[10]
- Simone Menne (Mai 2015 bis April 2021)[10]
- Brigitte Rödig (Juli 2013 bis Oktober 2021)[10]
- Maria Schmidt (2008 bis 30. Juni 2013)
- Renate Köcher (8. Mai 2008 – 14. Mai 2020)[11]
- Christiane Benner (2014 – 2024)

## Brenntag SE
Der Aufsichtsrat besteht aus 6 Mitgliedern, 2 davon sind Frauen (33,3 %)
- Stefanie Berlinger (seit 9. Juni 2015)
- Sujatha Chandrasekaran (seit Juni 2023)

Ausgeschieden:
- Doreen Nowotne ( März 2010 – Juni 2023) Vorsitzende des Aufsichtsrats

## Commerzbank AG
Der Aufsichtsrat besteht aus 20 Mitgliedern, 9 davon sind Frauen (45,0 %).
- Heike Anscheit* (seit 3. Mai 2017)
- Sabine U. Dietrich (seit 30. April 2015)
- Jutta A. Dönges (seit 13. Mai 2020)[14]
- Maxi Leuchters* (seit Mai 2023)
- Daniela Mattheus (seit Mai 2021)
- Nina Olderdissen* (seit Mai 2023)
- Sandra Persiehl* (seit Mai 2023)
- Caroline Seifert (seit Mai 2021)
- Gertrude Tumpel-Gugerell (seit 1. Juni 2012)

Ausgeschieden:
- Barbara Priester* (15. Mai 2008 – 3. Mai 2017)
- Margit Schoffer* (19. April 2013 – 3. Mai 2017)
- Beate Mensch* (19. April 2013 – 8. Mai 2018, früher Beate Hoffmann)[15][16]
- Anja Mikus (30. April 2015 – 13. Mai 2020)[17]
- Victoria Ossadnik (8. Mai 2018 –  Mai 2021)
- Monika Fink* ( Mai 2018 – Mai 2023)
- Kerstin Jerchel* (Mai 2018 – Mai 2023)
- Alexandra Krieger* (2008 – Mai 2023)

## Continental AG
Der Aufsichtsrat besteht aus 20 Mitgliedern, 6 davon sind Frauen (30,0 Prozent):
- Christiane Benner* (seit 1. März 2018, stellvertretende Vorsitzende)
- Dorothea von Boxberg (seit 2022)
- Isabel Corinna Knauf (seit 26. April 2019)
- Carmen Löffler* (seit 16. September 2021)
- Sabine Neuß (seit 25. April 2014)
- Anne Nothing* (seit April 2024)

Ausgeschieden:
- Maria-Elisabeth Schaeffler-Thumann (5. Februar 2009 bis April 2022)
- Gudrun Valten* (28. April 2017 bis 27. April 2019)
- Kirsten Vörkel* (25. April 2014 bis 15. September 2021)
- Elke Volkmann* (April 2014 bis April 2024)

## Covestro AG
Der Aufsichtsrat setzt sich aus 12 Mitgliedern zusammen, davon 5 Frauen (41,7 %).
- Petra Kronen* (seit Oktober 2015), stellvertretende Vorsitzende
- Christine Bortenlänger (seit Oktober 2015)
- Lise Kingo (seit April 2021)
- Irena Küstner* (seit Oktober 2015)

- Regine Stachelhaus (seit Oktober 2015)

Ausgeschieden:
- Petra Reinbold-Knape* (Januar 2020 –  )

## Daimler Truck
Der Aufsichtsrat besteht aus 20 Mitgliedern, 6 davon sind Frauen (30,0 %)
- Laura Ipsen (seit 2021)
- Renata Jungo Brüngger (seit 2021)
- Carmen Klitzsch-Müller* (seit 2021)
- Andrea Seidel* (seit 2022)
- Andrea Reith* (seit 2021)
- Marie Wieck (seit 2021)

Ausgeschieden:
- Claudia Peter* ( 2021 – 2022)

## Deutsche BankAG
Der Aufsichtsrat besteht aus 20 Mitgliedern, 7 davon sind Frauen (35,0 %).
- Susanne Bleidt* (17. Mai 2023)
- Mayree Carroll Clark (seit 24. Mai 2018)
- Manja Eifert* (seit 7. April 2022)
- Claudia Fieber* (seit 17. Mai 2023)
- Gerline M. Siebert* (seit 17. Mai 2023)
- Michele Trogni (seit 24. Mai 2018)
- Dagmar Valcárcel (seit 1. August 2019)[22]

ausgeschieden:
- Henriette Mark* (2003)
- Karin Ruck* (8. Mai 2003 – 23. Mai 2013)
- Marlehn Thieme* (2008 – 23. Mai 2013)
- Renate Voigt* (30. November 2011 – 23. Mai 2013)
- Suzanne Labarge (29. Mai 2008 – 30. Juni 2014)
- Sabine Irrgang (16. April 2014 – 24. Mai 2018)
- Louise M. Parent (1. Juli 2014 – 24. Mai 2018)
- Dina Dublon (seit 1. November 2013 – Mai 2018)
- Katherine Garrett-Cox (26. Mai 2011 – 10. März 2020)[23][24]
- Martina Klee* (2008 – 2023)
- Gabriele Platscher* (2003 – 2023)

## Deutsche BörseAG
Der Aufsichtsrat besteht aus 16 Mitgliedern, 7 davon sind Frauen (43,8 %).
- Nadine Brandl (vormals Absenger)* (seit 16. Mai 2018)
- Anja Greenwood* (seit 17. November 2021)
- Shannon A. Johnston (seit 18. Mai 2022)
- Sigrid Kozmiensky (seit 20. Mai 2024)
- Barbara Lambert (seit 16. Mai 2018)
- Clara-Christina Streit (seit 8. Mai 2019)
- Maria-Regina Wohak* (seit 20. Mai 2024)

ausgeschieden:
- Birgit Bokel* (bis 2012)
- Irmtraud Busch* (16. Mai 2012 – 13. Mai 2015)
- Monica Mächler (16. Mai 2012 – 16. Mai 2018)
- Marion Fornoff* (seit 16. Mai 2012 – 15. August 2018)[26]
- Ann-Kristin Achleitner (seit 11. Mai 2016 – 8. Mai 2019)[27]

- Jutta Stuhlfauth* (16. Mai 2012 – 17. November 2021)[28]
- Amy Yip (13. Mai 2015 – 19. Mai 2021)[28]
- Susann Just-Marx* (August 2018 – Mai 2024)

## Deutsche Post AG
Der Aufsichtsrat besteht aus 20 Mitgliedern, 8 davon sind Frauen (40,0 %)
- Andrea Kocsis* (Stellvertretende Vorsitzende, seit 29. Mai 2007)
- Ann-Kristin Achleitner (seit Mai 2024)
- Silke Busch* (seit Mai 2023)
- Ingrid Deltenre (seit 18. Mai 2016)
- Luise Hölscher (seit März 2022)
- Ulrike Lennartz-Pipenbacher* (seit 17. August 2017)
- Katrin Suder (seit 2023)
- Stefanie Weckesser* (seit 17. März 2000)

ausgeschieden:
- Anke Kufalt* (seit 6. Mai 2008 – 14. Mai 2018)
- Helga Thiel* (seit 6. Mai 2008 – 1. August 2017)
- Sabine Schielmann* (seit 27. Oktober 2010 – 14. Mai 2018)
- Gabriele Gülzau* (März 2018 – Mai 2023)
- Simone Menne (27. Mai 2014 – Mai 2024)
- Katja Windt (Mai 2011 – Mai 2023)

## Deutsche TelekomAG
Der Aufsichtsrat besteht aus 20 Mitgliedern, 9 davon sind Frauen (45,0 %)
- Katja Hessel (seit 7. April 2022)

- Helga Jung (seit 25. Mai 2016)
- Dagmar P. Kollmann (seit 24. Mai 2012)
- Petra Steffi Kreusel* (seit 1. Januar 2013)
- Kerstin Marx* (seit 1. Mai 2020)[31]
- Susanne Schöttke* (seit 7. April 2022)
- Nicole Seelemann-Wandtke* (seit 5. Juli 2018)
- Margret Suckale (seit 28. September 2017)
- Karin Topel* (seit 1. Juli 2017)

ausgeschieden:
- Sari Baldauf (1. November 2012 – 2018)
- Monika Brandl* (6. November 2002 – Juni 2018)
- Sylvia Hauke* (3. Mai 2007 – 2018)
- Sibylle Spoo* (4. Mai 2010 – 31. Dezember 2021)
- Nicole Koch* (Januar 2016 – November 2023)

## E.ONSE
Der Aufsichtsrat besteht aus 20 Mitgliedern, 6 davon sind Frauen (30,0 %).
- Katja Bauer* (seit April 2022)

- Anke Groth (seit Juli 2022)
- Szilvia Pinczésné Márton* (seit 9. Mai 2018 )
- Nadège Petit (seit Mai 2023)
- Elisabeth Wallbaum* (seit 1. Januar 2016)
- Deborah Wilkens (seit 1. Oktober 2019)[33]

ausgeschieden:
- Gabriele Gratz* (2005 bis 31. Dezember 2013)
- Monika Krebber* (24. September 2019 – 31. März 2022)
- Silvia Smátralová (8. Juni 2016 – Mai 2018)
- Baroness Denise Kingsmill, CBE (6. Mai 2011 – Mai 2018)
- Carolina Dybeck Happe (8. Juni 2016 – 30. Juni 2022)
- Karen de Segundo (30. April 2008 – 17. Mai 2023)

## Fresenius SE & Co. KGaA
Der Aufsichtsrat besteht aus 12 Mitgliedern, 4 davon sind Frauen (33,3 %).
- Grit Genster (seit 28. August 2020)[35]
- Frauke Lehmann* (seit 13. Mai 2016)
- Iris Löw-Friedrich (seit 13. Mai 2016)
- Susanne Zeidler (seit 2022)[36]

ausgeschieden:
- Hauke Stars (13. Mai 2016 – 31. Januar 2022)[36]
- Stefanie Balling* (Mai 2016 – Mai 2024, früher Stefanie Lang)[37][35]

## Hannover Rück
Der Aufsichtsrat besteht aus 9 Mitgliedern, 4 davon sind Frauen (44,4 %).
- Ilka Hundeshagen* (seit 2019)
- Alena Kouba (seit 2024)
- Sibylle Kempf* (seit 2024)
- Ursula Lipowsky (seit 2018)

ausgeschieden:
- Natalie Bani Ardalan* (2019 – 2024)
- Frauke Heitmüller* (2012 – 2024)
- Andrea Pollak (2011 – 2024)

## Heidelberg MaterialsAG
Der Aufsichtsrat  besteht aus 12 Mitgliedern, 5 davon sind Frauen (41,7 %).
- Barbara Breuninger* (seit 5. April 2018)
- Katja Karcher* (seit Mai 2024)
- Ines Ploss* (seit 9. Mai 2019)[40]
- Margret Suckale (seit 25. August 2017)
- Sopna Sury (seit 12. Mai 2022)

ausgeschieden:
- Gabriele Kailing* (7. Mai 2014 – 9. Mai 2019)[41]
- Birgit Jochens* (seit 9. Mai 2019 – Mai 2024)
- Marion Weissenberger-Eibl (3. Juli 2012 – Mai 2024)

## Henkel AG & Co. KGaA
Der Aufsichtsrat besteht aus 16 Mitgliedern, 7 davon sind Frauen (43,7 %).
- Simone Bagel-Trah (seit 14. April 2008, Vorsitzende seit 18. September 2009; davor bereits 30. April 2001 – 2005)
- Sabine Friedrich* (seit September 2023)
- Birgit Helten-Kindlein* (seit 14. April 2008), stellvertretende Vorsitzende seit 2018
- Barbara Kux (seit 3. Juli 2013)
- Anja Langenbucher (seit April 2024)
- Simone Menne (seit 17. Juni 2020)[43]
- Andrea Pichottka* (seit 26. Oktober 2004)

ausgeschieden:
- Angelika Keller* (1. Januar 2017 – April 2018)
- Jutta Bernicke* (seit 14. April 2008 – September 2023)
- Martina Seiler* (seit 1. Januar 2012 – April 2023)

## Infineon AG
Der Aufsichtsrat besteht aus 20 Mitgliedern, 7 davon sind Frauen (35,0 %).
- Xiaoqun Clever (seit 20. Februar 2020)
- Annette Engelfried* (seit 12. Februar 2015)
- Susanne Lachenmann* (seit 12. Februar 2015)
- Melanie Riedl* (seit 20. Februar 2020)
- Margret Suckale (seit 20. Februar 2020)
- Diana Vitale* (seit 12. Februar 2015)
- Ute Wolf (seit April 2023)

ausgeschieden:
- Doris Schmitt-Landsiedel (25. Januar 2005 – 16. Februar 2017)
- Kerstin Schulzendorf* (seit 12. Februar 2015)
- Renate Köcher (25. Januar 2005 – 19. Februar 2020)
- Géraldine Picaud (2017 – 2023)

## Mercedes-Benz Group
Der Aufsichtsrat besteht aus 20 Mitgliedern, 7 davon sind Frauen (35,0 %)
- Nadine Boguslawski* (seit 2021)
- Liz Centoni (seit 2021)
- Dame Veronica Anne („Polly“) Courtice (seit 2022)
- Doris Höpke (seit 2024)
- Gabriela Neher* (seit 2023)
- Helene Svahn (seit 2021)
- Monika Tielsch* (seit 2021)

ausgeschieden:
- Sari Baldauf (seit 2008 – 2023)
- Elke Tönjes-Werner* (2013 – 2023)

## Merck KGaA
Der Aufsichtsrat besteht aus 16 Mitgliedern, 7 davon sind Frauen (43,8 %).
- Birgit Biermann* (seit 14. Juli 2022)
- Katja Garcia Vila (seit 26. April 2024)
- Carla Kriwet (seit 26. April 2024)
- Barbara Lambert (seit 11. August 2023)
- Anne Lange* (seit 26. April 2019)
- Susanne Schaffert (seit 26. April 2024)
- Sandra Schwebke* (seit 26. April 2024)

ausgeschieden:
- Crocifissa Attardo* (seit 1. Oktober 2009)
- Michaela Freifrau von Glenck (28. März 2008 – 25. April 2019)[47]

- Mechthild Auge* (25. März 2009 – 25. April 2019)[48]
- Edeltraud Glänzer* (28. März 2008 – 15. Mai 2022)
- Helene von Roeder (26. April 2019 – Mai 2023)
- Gabriele Eismann* ( 9. Mai 2014 – April 2024)
- Renate Koehler (26. April 2019 – April 2024)
- Helga Rübsamen-Schaeff (9. Mai 2014 – April 2024)

## MTU Aero EnginesAG
Der Aufsichtsrat besteht aus 12 Mitgliedern, davon 5 Frauen (41,7 %).
- Christine Bortenlänger (seit 2018)
- Anita Heimerl* (seit 2018)
- Claudia Sova-Frank* (seit 2023)
- Marion Weissenberger-Eibl (seit 2013)
- Ute Wolf (seit 2023)

ausgeschieden:
- Heike Madan* (2016 – 2023)

## Münchener RückAG
Der Aufsichtsrat besteht aus 20 Mitgliedern, 9 davon sind Frauen (45,0 %).
- Martina Grundler* (seit April 2024)
- Anne Horstmann* (seit 30. April 2014, Stellvertretende Vorsitzende)
- Julia Jäkel (seit April 2024)
- Renata Jungo Brüngger (seit 3. Januar 2017)
- Carinne Knoche-Brouillon (seit 28. Januar 2021)
- Gabriele Mücke* (seit 30. April 2019)
- Victoria E. Ossadnik (seit April 2024)
- Anita Stocker-Napravnik* (seit April 2024)
- Susanne Terhoeven* (seit April 2024)

ausgeschieden:
- Dina Bösch* (2009 – 30. April 2014)
- Annika Falkengren (20. April 2011 – 30. April 2014)
- Benita Ferrero-Waldner (12. Februar 2010 – 28. April 2021)
- Eva-Maria Haiduk* (30. April 2019 – 30. Juni 2021)[51]
- Silvia Müller* (2009 – 30. April 2014)
- Ina Hosenfelder* (30. April 2014 – 30. April 2019)[52]
- Beate Mensch* (30. April 2014 – 30. April 2019)[52]
- Angelika Wirtz* (30. April 2014 – 30. April 2019)[52]
- Gabriele Sinz-Toporzysek* (30. April 2014 – 31. Januar 2022)[51]
- Ann-Kristin Achleitner (Januar 2013 – April 2024)
- Ruth Brown* ( April 2019 – April 2024)
- Ursula Gather (April 2014 – April 2024)
- Angelika Judith Herzog* (Juli 2021 – April 2024)

## Porsche AG
Der Aufsichtsrat besteht aus 20 Mitgliedern, 7 davon sind Frauen (35,0 %)
- Jordana Vogiatzi* (seit 2014) stellvertretende Vorsitzende des Aufsichtsrates
- Micaela le Divelec Lemmi (seit September 2022)
- Melissa Di Donato Roos (seit September 2022)
- Martina Holzbauer* (seit 2024)
- Vera Schalwig* (seit 2021)
- Hauke Stars (seit September 2022)
- Heidi Zink-Larson* (seit 2024)

ausgeschieden:
- Nora Leser* (2021 – 2024)

## Porsche SE
Der Aufsichtsrat besteht aus 10 Mitgliedern, darunter 2 Frauen (20,0 %).
- Marianne Heiß (seit 2018)
- Sophie Piëch (seit 30. Juni 2023)

## Qiagen N.V.
Der Aufsichtsrat besteht aus 10 Mitgliedern, 4 davon sind Frauen (40,0 %).
- Elaine Mardis (seit 2014)
- Eva van Pelt (seit 2024)
- Eva Pisa (seit 2022)
- Elizabeth E. Tallett (seit 2011)

## Rheinmetall
Der Aufsichtsrat besteht aus 16 Mitgliedern, 5 davon sind Frauen (31,3 %).
- Saori Dubourg (seit 14. Mai 2024)
- Susanne Hannemann (seit 15. Mai 2012)
- Louise Öfverström (seit 10. Mai 2022)
- Dagmar Muth* (seit 1. Juli 2015)
- Barbara Resch* (seit 1. Juli 2020)

ausgeschieden:
- Britta Giesen (11. Mai 2021 – 14. Mai 2024)

## RWEAG
Der Aufsichtsrat besteht aus 20 Mitgliedern, 7 davon sind Frauen (35,0 %).
- Sandra Bossemeyer* (seit 2. März 2016)
- Ute Gerbaulet (seit 27. April 2017)
- Monika Kircher (seit 15. Oktober 2016)
- Dagmar Paasch* (seit 15. September 2021)
- Hauke Stars (seit April 2021)
- Helle Valentin (seit 28. April 2021)
- Marion Weckes* (seit 20. April 2016)

ausgeschieden:
- Anja Dubbert* (seit 27. September 2019)
- Martina Koederitz (20. April 2016 – 27. April 2017)
- Monika Krebber* (2. März 2016 – 18. September 2019)
- Christine Merkamp* (20. April 2011 – 2. März 2016)
- Dagmar Mühlenfeld (seit 20. September 2007)
- Dagmar Schmeer* (11. Dezember 2008 – 2. März 2016)
- Maria van der Hoeven (20. April 2016 – 14. Oktober 2016)

## SAPSE
Der Aufsichtsrat besteht aus 18 Mitgliedern, 5 davon sind Frauen (27,8 %).
- Aicha Evans (seit 30. Juni 2017)
- Margret Klein-Magar* (seit 23. Mai 2012)
- Friederike Rotsch (seit 17. Mai 2018)
- Nina Straßner (seit 2024)
- Jennifer Xin-Zhe Li (seit 2022)

ausgeschieden:
- Anja Feldmann (23. Mai 2012 – Mai 2019)
- Diane Greene (17. Mai 2018 – 9. Dezember 2020)[59]
- Christiane Kuntz-Mayr* (2009 – Februar 2015)
- Christa Vergien-Knopf* (seit 15. Mai 2019)
- Inga Wiele* (23. Mai 2012 – 6. Juli 2014)
- Manuela Asche-Holstein* ( 2021 – 2024)
- Gesche Joost (20. Mai 2015 – 2023)
- Monika Kovachka-Dimitrova* (15. Mai 2019 – 2024)
- Christine Regitz* (seit Februar 2015 – 2024)
- Heike Steck* (seit 15. Mai 2019 – 2024)

## SartoriusAG
Der Aufsichtsrat besteht aus 12 Mitgliedern, 5 davon sind Frauen (41,7 %)
- Annette Becker (seit September 2002)
- Daniela Favoccia (seit April 2017)
- Petra Kirchhoff (seit Oktober 2010)
- Ilke Hildegard Panzer (seit April 2017)
- Sabrina Wirth (seit März 2022)

## SiemensAG
Der Aufsichtsrat besteht aus 20 Mitgliedern, 9 davon sind Frauen (45,0 %).
- Regina Dugan (seit Februar 2023)
- Andrea Fehrmann* (seit 31. Januar 2018)
- Bettina Haller* (seit 1. April 2007)
- Keryn Lee James (seit Februar 2023)
- Martina Merz (seit Februar 2023)
- Nathalie von Siemens (seit 27. Januar 2015)
- Dorothea Simon* (seit 10. Januar 2017)
- Birgit Steinborn* (seit 24. Januar 2008), 1. stellv. Vorsitzende
- Grazia Vittadini (seit Februar 2021)

ausgeschieden:
- Nicola Leibinger-Kammüller (24. Januar 2008 – 2021)
- Güler Sabancı (23. Januar 2013 – 31. Januar 2018)[62]
- Sibylle Wankel* (1. April 2009 - 30. September 2017)
- Dame Nemat Shafik (Januar 2018 – Februar 2023)

## Siemens Energy
Der Aufsichtsrat besteht aus 20 Mitgliedern, 9 davon sind Frauen (45,0 %).
- Christine Bortenlänger (seit 25. September 2020)
- Andrea Fehrmann* (seit 10. November 2020)
- Nadine Florian* (seit 10. November 2020)
- Veronika Grimm (seit Februar 2024)
- Geisha Jimenez Williams (seit 25. September 2020)
- Simone Menne (seit Februar 2024)
- Hildegard Müller (seit 25. September 2020)
- Laurence Mulliez (seit 25. September 2020)
- Cornelia Schau* (seit Februar 2024)

## Siemens HealthineersAG
Der Aufsichtsrat besteht aus 20 Mitgliedern, 8 davon sind Frauen (40,0 %).
- Dorothea Simon* (seit April 2024) stellvertretende Vorsitzende
- Vanessa Barth* (seit April 2024)
- Veronika Bienert (seit Februar 2023)
- Andrea Fehrmann* (seit April 2024)
- Marion Helmes (seit 1. März 2018)
- Sarena Lin (seit Februar 2023)
- Astrid Ploß* (seit April 2024)
- Nathalie von Siemens (seit 1. März 2018)

## SymriseAG
Der Aufsichtsrat besteht aus 12 Mitgliedern, 4 davon sind Frauen (33,3 %)
- Ursula Buck
- Jeannette Chiarlitti*
- Andrea Pfeifer
- Andrea Püttcher*

## Volkswagen AG
Der Aufsichtsrat besteht aus 20 Mitgliedern, 8 davon sind Frauen (40,0 %).
- Hessa Sultan Al-Jaber (seit 22. Juni 2016)
- Rita Beck* (seit Januar 2024)
- Daniela Cavallo* (seit 11. Mai 2021)
- Julia Willie Hamburg (seit November 2022)
- Marianne Heiß (seit 14. Februar 2018)
- Daniela Nowak* (seit 12. Mai 2022)
- Karina Schnur* (seit Juli 2023)
- Conny Schönhardt* (seit 21. Juni 2019)

ausgeschieden:
- Birgit Dietze* (1. Juni 2016  – 21. Juni 2019)
- Annika Falkengren (3. Mai 2011 - 14. Februar 2018)
- Babette Fröhlich* (25. Oktober 2007 – März 2016)
- Ulrike Jakob* (10. Mai 2017 – Mai 2022)[67]
- Louise Kiesling (30. April 2015 – 9. Dezember 2022 (verstorben))[68]
- Bertina Murkovic* (10. Mai 2017 – Mai 2022)[67]
- Ursula Piëch (19. April 2012 – 25. April 2015)
- Julia Kuhn-Piech (Mai 2015 – 7. Oktober 2015)
- Simone Mahler* (12. Mai 2022 – 31. Mai 2023)

## VonoviaSE
Der Aufsichtsrat besteht aus 10 Mitgliedern, 6 davon sind Frauen (60,0 %).
- Birgit M. Bohle (seit Mai 2024)
- Ute Geipel-Faber (seit 1. November 2015)
- Daniela Gerd tom Markotten (seit Mai 2023)
- Hildegard Müller (seit 18. Juni 2013)
- Ariane Reinhart (seit 13. Mai 2016)
- Clara-Christina Streit (seit 18. Juni 2013), Vorsitzende des Aufsichtsrates seit Mai 2023[70]

## ZalandoSE
Der Aufsichtsrat besteht aus 9 Mitgliedern, 5 davon sind Frauen (55,5 %)
- Jade Buddenberg* (seit Mai 2022)
- Jennifer Hyman (seit Juni 2020)
- Anika Mangelmann* (seit Juni 2022)
- Mariella Röhm-Kottmann (seit Mai 2019)
- Susanne Schröter-Crossan (seit Mai 2023)

ausgeschieden:
- Cristina Stenbeck (April 2014 – Mai 2016 und von Mai 2019 – Mai 2023), Vorsitzende des Aufsichtsrates

Die mit einem *Sternchen gekennzeichneten Personen sind Vertreterinnen der Arbeitnehmerseite.